# Ernest Millard
 (février 2014).
Ernest Millard dit Ernest Millard de Bois Durand est un peintre, aquarelliste et illustrateur français, né le 29 juillet 1872 dans le 1er arrondissement de Paris, ville où il est mort le 18 janvier 1946 dans le 18e. Il fut également professeur de dessin et d'anatomie artistique à l'École Boulle.

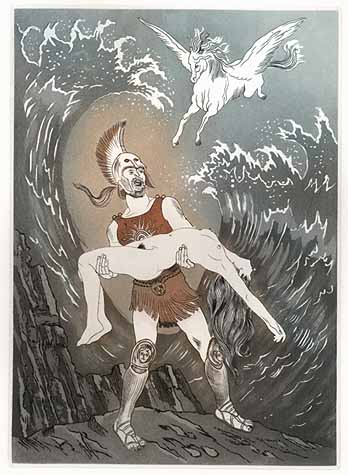
Attribué à Ernest Millard, aquarelle inédite pour Les Trophées de José-Maria de Heredia, œuvre non sourcée.

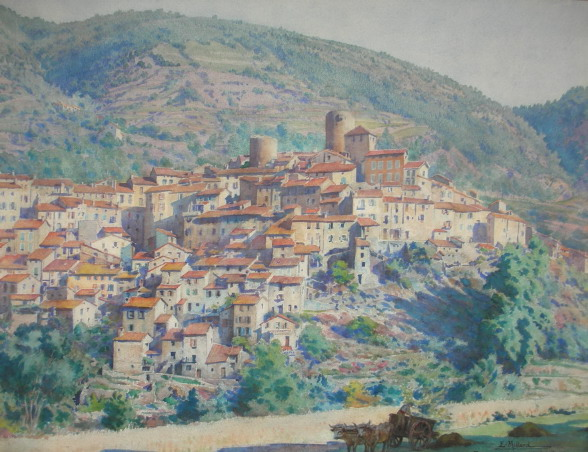
Attribué à Ernest Millard, Vue du village de Palalda, œuvre non sourcée.

## Biographie
Élève de Scaroni, deux fois primé aux Arts Décoratifs (1890), médaillé à Fontainebleau (1912) et médaillé de la Renaissance française (1927), Ernest Millard expose au Salon des indépendants depuis 1905, au Salon des peintres de montagne, à la Fédération française des artistes. Il a aussi exposé au Salon des artistes français de 1895 à 1912, à la galerie Georges Petit en 1901 et 1903, au Salon des jeunes en 1919 et 1920, au Cercle des Gobelins depuis 1910, ainsi qu'à Angers, Rouen, Versailles, Bordeaux, Nevers, Béziers et Fontainebleau.
Ernest Millard s'est distingué dans tous les genres, surtout dans le paysage ; il privilégie l'aquarelle, genre dans lequel il a connu de réels succès.

« Les aquarelles de M. Ernest Millard n'ont pas de rivales ici. Voyez le Marché à Fougères et une Rue de Nevers. »

— La Revue des beaux-arts, 1906

## Œuvres

### Illustration
- José-Maria de Heredia, Les Trophées, exemplaire unique in folio, Paris, 1898.
- Edmond Rostand, Cyrano de Bergerac.
- Cléopâtre d'Henry Houssaye.
- Choix Des Principaux Monuments De L'antiquité Du Moyen Age et De La Renaissance, 1888.
- Encyclopédie de la plante, chromolithographies.

### Lithographie
- Marguerite d'York
- Sphynx
- Le Mendiant